# 奥州加藤一家
奥州加藤一家（おうしゅうかとういっか）は、宮城県仙台市に本拠を置く博徒系ヤクザ組織。指定暴力団・稲川会の2次団体。